# Japan Soccer League Cup
La Japan Soccer League Cup (日本サッカーリーグクプ?, Nihon Sakkā Rīgu Kupu), abbreviata anche come JSL Cup, è stata una competizione calcistica giapponese a cui partecipavano le squadre iscritte alla Japan Soccer League.

## Storia
Dopo la prima edizione, disputatasi nel 1973 composta dalle sole dieci squadre della Division 1 e denominata Special Cup, il torneo partì definitivamente nel 1976. Il formato delle prime tre edizioni vide le venti squadre iscritte ripartite in quattro gironi all'italiana organizzati secondo dei criteri geografici: le prime due classificate di ogni raggruppamento avrebbero avuto accesso alla fase finale, organizzata con la formula ad eliminazione diretta. A partire dal 1979, la fase a gironi dal turno preliminare fu sostituita da due turni ad eliminazione diretta.
Furukawa Electric, Yanmar Diesel, Nissan Motors e Yomiuri detengono il maggior numero di titoli vinti, avendone ottenuti tre a testa. Quest'ultima squadra divenne tra l'altro l'ultima vincitrice della manifestazione che, a partire dal 1992 fu sostituita dalla J-League Cup.

## Albo d'oro
- 1973  Towa Real Estate e  Yanmar Diesel
- 1976  Hitachi
- 1977  Furukawa Electric
- 1978  Mitsubishi HI
- 1979  Yomiuri
- 1980  Nippon Kokan

- 1981  Mitsubishi HI e  Toshiba
- 1982  Furukawa Electric
- 1983  Yanmar Diesel
- 1984  Yanmar Diesel
- 1985  Yomiuri
- 1986  Furukawa Electric

- 1987  Nippon Kokan
- 1988  Nissan Motors
- 1989  Nissan Motors
- 1990  Nissan Motors
- 1991  Yomiuri